# Antoine Cuissard
Antoine Cuissard (Saint-Étienne, 1924. augusztus 19. – Saint-Brieuc, 1997. november 3.) francia válogatott labdarúgó, edző.

## Sikerei, díjai
- OGC Nice
  - Francia kupa: 1953–54